# Талыбзаде, Мустафа Сулейман оглы
Ахунд Мустафа Ахунд Сулейман оглу Талыбзаде (азерб.  Axund Mustafa Axund Süleyman oğlu Talıbzadə) — религиозный деятель, ахунд, заместитель тифлисского гази и шейх-уль-ислама Закавказья.

## Биография
Мустафа Талыбзаде родился в 1842 году в селе Сарван Борчалинского уезда. Получил высшее религиозное образование в медресе Гаджи Сафарали в Тебризе. В 1871 году получил свидетельство о завершении полного курса религиозных знаний. Спустя два года после возвращения из Тебриза в Тифлис, 12 декабря 1873 года сдал экзамен в шиитском духовном управлении и получил звание ахунда.
1 марта 1874 года был избран членом Тбилисско-Кутаисского шиитского губернского совета и контролировал работу школ и процесс написания учебников. В 1881 году ему
было поручено написать учебник шариата, а 6 марта 1882 года он был назначен членом Шиитского духовного управления. Позже начал преподавать в «Школе Али» при духовном управлении.
До 1881 года занимал пост заместителя тифлисского гази, затем – заместителя шейх-уль-ислама кавказских мусульман Ахмеда Сальяни.
22 апреля 1900 года приказом генерал-адъютанта князя Голицына Ахунд Мустафа Талыбзаде был освобождён от должности члена духовного управления и отстранён от исполнения других служебных обязанностей.
Скончался в 1903 году, похоронен на мусульманском кладбище Тифлиса.

## Семья
Был женат на Мехри Джафар гызы. От этого у брака 22 января 1877 года родился Юсиф Зия Талыбзаде, 12 февраля 1881 – Абдулла Шаиг, 22 июля 1884 года – дочь Ругия.
Юсиф Зия Талыбзаде был педагогом, политиком, драматургом, военным. Участвовал в балканских войнах, Первой Мировой войне, битве за Баку и басмаческом движении. Также был военным комиссаром Нахчывана.
Абдулла Шаиг был заслуженным деятелем искусств Азербайджанской ССР, поэтом, прозаиком.